# 伯克斯
伯克斯（法語：Beuxes，法語發音：[bœks]）是法国新阿基坦大区维埃纳省的一个市镇，位于该省西北部，属于沙泰勒罗区。

## 地理
伯克斯（47°5'38"N, 0°10'51"E）面积11.19 平方千米，位于法国新阿基坦大区维埃纳省，该省份为法国中西部省份，北起曼恩-卢瓦尔省和安德尔-卢瓦尔省，西接德塞夫勒省，南至夏朗德省，东南接上维埃纳省，东临安德尔省。
与伯克斯接壤的市镇（或旧市镇、城区）包括：马尔赛、瑟伊、萨马尔索勒、韦济耶尔。

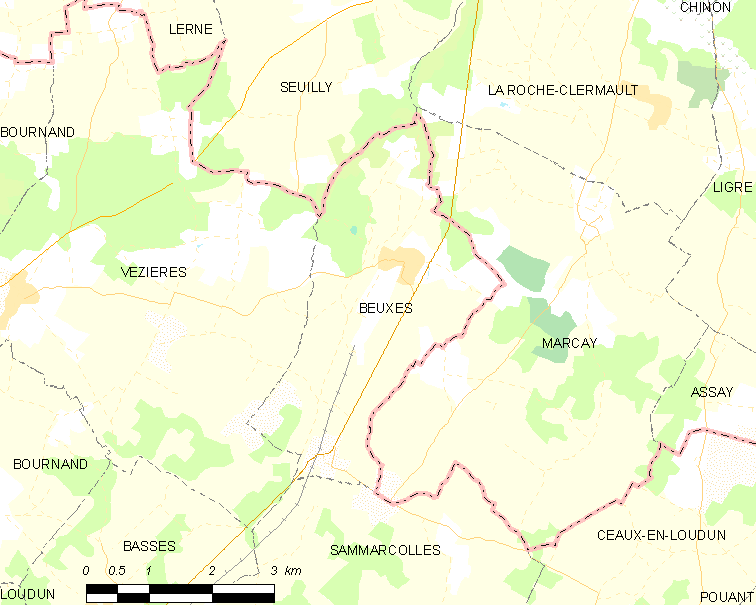
伯克斯的OSM定位图

伯克斯的时区为UTC+01:00、UTC+02:00（夏令时）。

## 行政
伯克斯的邮政编码为86120，INSEE市镇编码为86026。

## 政治
伯克斯所属的省级选区为卢丹县。

## 人口

1962-2008年间伯克斯人口变化图示

伯克斯于2022年1月1日时的人口数量为558人。